# ماتی هیوکا
ماتی هیوکا (فنلاندی: Matti Hiukka؛ زادهٔ ۵ مهٔ ۱۹۷۵) بازیکن سابق و مربی فوتبال اهل فنلاند است.
از باشگاه‌هایی که در آن بازی کرده‌است می‌توان به باشگاه فوتبال رووانیمی پالوسئورا، باشگاه فوتبال هلسینکی، و باشگاه فوتبال تامپره یونایتد اشاره کرد.
وی همچنین در تیم ملی فوتبال فنلاند بازی کرده‌است.